# Mesnilius
Mesnilius là một chi ruồi thuộc họ Tachinidae.

## Các loài
- M. portentosa (Mesnil, 1950)

Danh sách này không đầy đủ, bạn cũng có thể giúp mở rộng danh sách.